# Burgsinntunnel
Der Burgsinntunnel (in der Planungs- und Bauphase auch Tunnel Burgsinner Kuppe) ist ein 729 m langer Eisenbahntunnel der Schnellfahrstrecke Hannover–Würzburg. Er liegt auf der Gemarkung des unterfränkischen Marktes Burgsinn und trägt daher seinen Namen.

## Verlauf
Der Tunnel durchquert, zwischen den Baukilometern 265,125 und 265,840, den Westhang der Burgsinner Kuppe.
Die Trasse liegt am Nordportal in einem ausleitenden Übergangsbogen aus einer dem Portal vorgelagerten Rechtskurve von 5.600 m Radius. Der übrige Tunnel verläuft in einer Gerade. Die Gradiente steigt, in südlicher Richtung, zunächst mit 3,0 Promille an und fällt anschließend zum Südportal hin mit 1,7 Promille ab.
Die maximale Überdeckung liegt bei 45 m.
Nördlich schließt sich ein Abschnitt mit freier Strecke an, südlich folgt der Betriebsbahnhof Burgsinn.

## Geschichte

### Planung
Nach dem Planungsstand von Ende 1977 war eine Länge von 812 m für das Bauwerk vorgesehen gewesen. Trassen- und Gradientenverlauf entsprachen dabei bereits dem später realisierten Entwurf. Im Herbst 1981 lag die geplante Länge bei 720 m.
In der Planungs- und Bauphase lag die Röhre beim Baukilometer 265.

### Geschichte
Der Bau des Tunnels wurde am 13. März 1981 an die Arbeitsgemeinschaft Kunz/Züblin/Kronibus vergeben. Die Bauarbeiten begannen im Mai 1981.
Das Bauwerk zählte damit zu den ersten im Südabschnitt der Strecke errichteten Bauten. Ursprünglich war dabei eine Länge von 760 m geplant. Später war eine Länge von 715 m vorgesehen gewesen. Auch 1983 wurde noch eine Länge von 715 m angegeben.
Der Tunnel wurde in Spritzbetonbauweise im Mehrschichtbetrieb (Fünf-Tage-Wochen) von Süden nach Norden vorgetrieben, mit einem kurzen Gegenvortrieb von Norden. Dabei wurde, für einen Nutzquerschnitt von rund 81 m², ein Ausbruchsquerschnitt von etwa 115 m² hergestellt. Insgesamt wurden rund 150.000 m³ Gesteinsmassen (Buntsandstein in verschiedenen Formationen) ausgebrochen, die im Bereich der Deponie Neuserts auf dem Gebiet der Gemarkung Burgsinn eingebaut wurden. (Eine andere Quelle spricht von einem Ausbruchsquerschnitt von ca. 106 m³ und einem Ausbruchsvolumen von 80.000 m³)
Als besonders schwierig galt der hangparallele Vortrieb des Tunnels, der in einer Hangzerreißzone aufgefahren wurde.
Der Tunnel wurde am 25. Mai 1982 durchgeschlagen. Das Bauwerk war Ende 1983 bis auf Restarbeiten fertiggestellt.
Die geplanten Baukosten lagen 1982 bei etwa 21 Millionen D-Mark (rund 11 Millionen Euro).